# 藤本奈月 (ボクサー)
藤本 奈月（ふじもと なつき、1980年7月8日 - ）は、日本の元女子プロボクサー。千葉県柏市出身。セレスボクシングスポーツジム所属。

## 来歴
- 保育士の傍ら、旧JWBCでリングネーム「奈月」として活動。
- 2007年3月24日、韓国でKim Eun Youngが持つIFBAインターコンチネンタルバンタム級王座に挑戦も、敗退。
- 2008年にJBCの女子解禁によるJBCプロとなる。
- 2008年5月9日、三好喜美佳（新田ボクシングジム）に判定勝ち。
- 2008年11月19日、石川範子（イマオカボクシングジム）に判定負け。
- 2009年3月3日、後楽園ホールで、プロデビュー戦のカイ・ジョンソン（T&Hジム）に判定勝ち。
- 2010年5月17日、稲元真理（熊谷コサカボクシングジム）に判定負けを喫し、この試合を最後に引退。
- 引退後は保育士の仕事を続けつつ、セレスジムのトレーナーを務めている。
- 2012年、同門の長濱慎吾と結婚。夫が藤本に改姓している（リングネームは長濱のまま）[1]。

## 戦績
- プロボクシング：15戦4勝（1KO）11敗

| 戦           | 日付           | 勝敗 | 時間 | 内容    | 対戦相手               | 国籍 | 備考 |
| ------------ | -------------- | ---- | ---- | ------- | ---------------------- | ---- | ---- |
| 10           | 2008年5月9日   | 勝利 | 4R   | 判定2-0 | 三好喜美佳(新田)       | 日本 |      |
| 11           | 2008年11月19日 | 敗北 | 4R   | 判定0-3 | 石川範子(イマオカ)     | 日本 |      |
| 12           | 2009年3月3日   | 勝利 | 4R   | 判定3-0 | カイ・ジョンソン(T&H)  | 日本 |      |
| 13           | 2009年8月23日  | 敗北 | 4R   | 判定0-3 | 北脇絵美(フュチュール) | 日本 |      |
| 14           | 2010年12月5日  | 敗北 | 4R   | 判定0-3 | カイ・ジョンソン(T&H)  | 日本 |      |
| 15           | 2010年5月17日  | 敗北 | 4R   | 判定0-3 | 稲元真理(熊谷コサカ)   | 日本 |      |
| テンプレート |                |      |      |         |                        |      |      |